# ریوئلا د ریو فرانکو
ریوئلا د ریو فرانکو (به اسپانیایی: Royuela de Río Franco) یک شهرستان در اسپانیا است.